# John Lasseter
John Alan Lasseter (Los Ángeles, California, 12 de enero de 1957) es un animador, director de cine y productor estadounidense. Fue miembro fundador de los estudios de animación Pixar, en donde supervisó todas las películas que produjo este estudio de animación como productor ejecutivo. Lasseter se tomó una excedencia de seis meses tras reconocer «errores» en su comportamiento hacia el resto de empleados. En 2018 Disney decidió no renovar su contrato con Lasseter y anunció que saldría al finalizar el año. 
Además ha dirigido los largometrajes animados Toy Story, A Bug's Life, Toy Story 2, Cars y Cars 2. Es el exdirector creativo de los estudios Pixar Animation Studios, Walt Disney Animation Studios y DisneyToon Animation Studios y ejerció un puesto como asesor creativo en Walt Disney Imagineering. Actualmente es jefe de animación de Skydance Animation.
Tiene dos Óscar de la Academia de Hollywood en su haber: uno al mejor corto de animación (por Tin Toy) y otro por Toy Story.

## Biografía

### Primeros años
Lasseter nació en Hollywood, Los Ángeles, California. Se graduó en el California Institute of the Arts, donde conoció a su futuro colega Brad Bird. Su primer trabajo en Disney fue como capitán de la atracción Crucero de la Jungla de Disneyland en Anaheim.

### Carrera

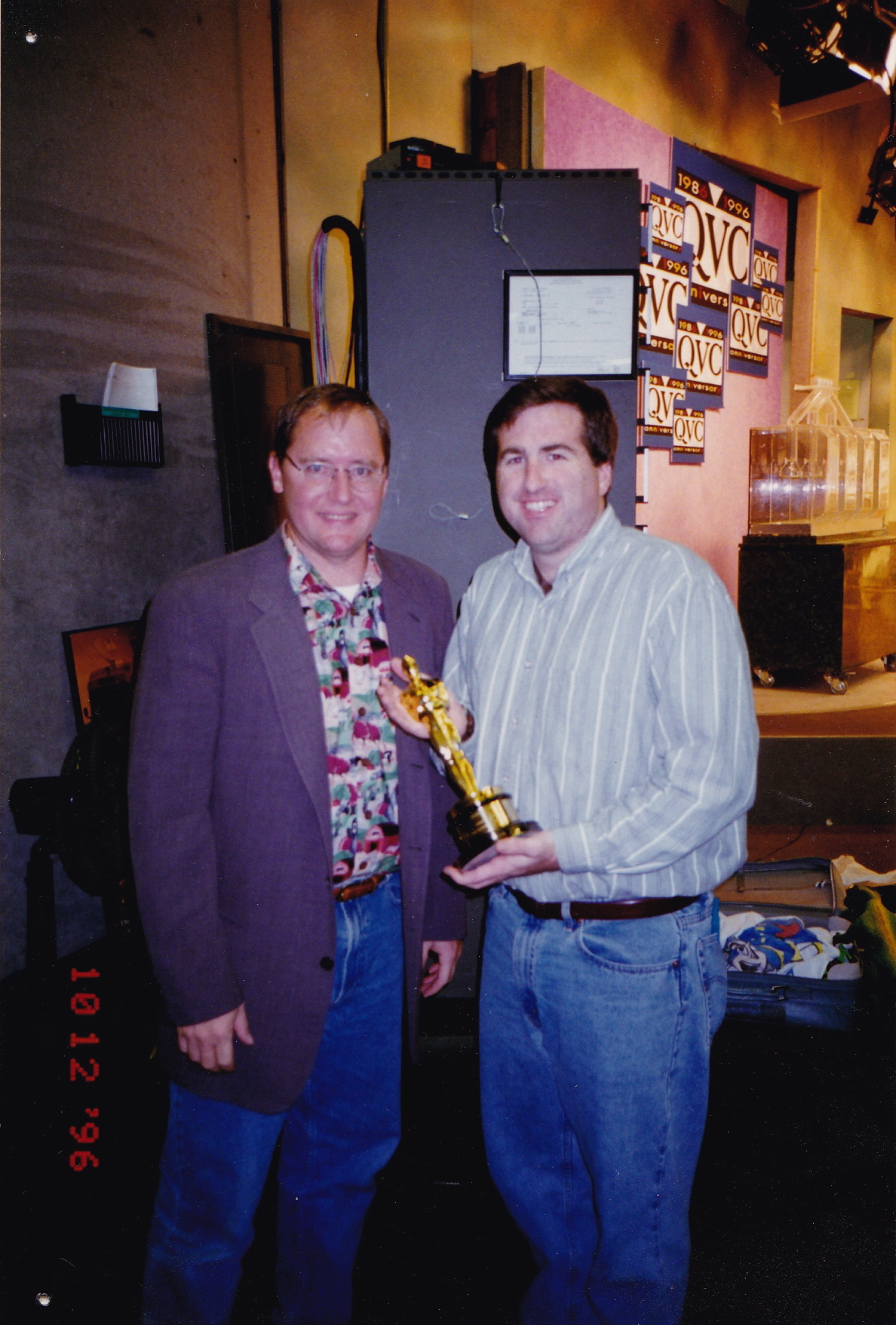
Lasseter, junto a Jim Breslin en 1996.

Lasseter empezó a trabajar en animación en los Walt Disney Animation Studios y, posteriormente, en la Industrial Light & Magic de George Lucas, donde se creó y posteriormente se escindió Pixar. Volvió a trabajar en Disney como el director creativo de la compañía, debido al acuerdo suscrito tras la compra de Pixar por el gigante de la animación tradicional, llevado a cabo en abril de 2006. Lasseter compatibilizó sus dos trabajos de director creativo y de asesor creativo para Walt Disney Imagineering, donde ayudó a diseñar atracciones para los parques temáticos que Disney tiene repartidos por el mundo, reportando directamente a Bob Iger, director de Disney, evitando a los mandos intermedios.

#### Acoso sexual
El 21 de noviembre de 2017, Lasseter anunció que se tomaría un permiso de ausencia forzoso de seis meses después de admitir su comportamiento abusivo con las empleadas en una nota para el personal. Los detalles incluyen conductas inapropiadas con las trabajadoras que consistían en hacer comentarios obscenos sobre sus atributos físicos, avances fuera de lugar y acoso sexual físico.
Solamente 9 días después de la finalización de su contrato con Disney, fue contratado por Skydance Animation.

## Vida privada
Lasseter vive en Glen Ellen, California, con su esposa Nancy, graduada de la Universidad Carnegie Mellon, a quien conoció en una conferencia de gráficos por computadora. Nancy se especializó en aplicaciones de gráficos por computadora y trabajó durante un tiempo como ingeniera doméstica y como ingeniera de gráficos por computadora en Apple Computer. Se casaron en 1988, y tienen cinco hijos, nacidos entre 1979/1980 y 1997.
Los Lasseters son propietarios de Lasseter Family Winery en Glen Ellen, California. La propiedad incluye un ferrocarril de vía estrecha llamado Justi Creek Railway (para el "Marie E.", la locomotora que Lasseter compró a Ollie Johnston) de aproximadamente 2 millas (3,2 km) de largo, incluyendo una estación de tren y una torre de agua que Lasseter compró del ex-animador de Disney Ward Kimball.  Su residencia tiene una piscina con un río de corriente artificial que atraviesa una cueva. Lasseter posee una colección de más de 1000 camisas hawaianas y usa una cada día. Lasseter también heredó la pasión de su padre por los coches; además de haber dirigido dos películas sobre ellos, ve carreras de coches en el Sonoma Raceway cerca de su casa y colecciona coches clásicos, de los cuales uno de sus favoritos es su Jaguar XK120 negro de 1952. El 2 de mayo de 2009, Lasseter recibió un doctorado honorario de la Universidad de Pepperdine, donde pronunció el discurso de graduación.
Sus influencias son Walt Disney, Chuck Jones, Frank Capra, Hayao Miyazaki y Preston Sturges. Su película favorita es Dumbo.

## Filmografía
| Año  | Título                                                | Papel                    | Notas                                                                |
| ---- | ----------------------------------------------------- | ------------------------ | -------------------------------------------------------------------- |
| 1981 | El zorro y el sabueso                                 |                          | Inbetweening (no acreditado)                                         |
| 1985 | The Black Cauldron                                    |                          | Animador                                                             |
| 1985 | El joven Sherlock Holmes                              |                          | Animador por computadora: ILM                                        |
| 1987 | La Pequeña tostadora valiente                         |                          | Historia, Artista                                                    |
| 1991 | La Bella y la Bestia                                  |                          | Productor ejecutivo: versión en 3D en 2010                           |
| 1992 | Porco Rosso                                           |                          | Consultor creativo                                                   |
| 1995 | Toy Story                                             |                          | Director / Historia / modelado y desarrollo de sistemas de animación |
| 1998 | Bichos: una aventura en miniatura                     | Harry, el mosquito       | Director / Historia / personajes / Actor de voz                      |
| 1999 | Toy Story 2                                           | Luchador de juguete azul | Director / Historia / personajes / Actor de voz                      |
| 2000 | Buzz Lightyear, Comando Estelar: La aventura comienza |                          | Personajes                                                           |
| 2001 | Monsters, Inc.                                        |                          | Productor ejecutivo                                                  |
| 2002 | El viaje de Chihiro                                   |                          | Productor ejecutivo                                                  |
| 2003 | Buscando a Nemo                                       |                          | Productor ejecutivo                                                  |
| 2004 | Los Increíbles                                        |                          | Productor ejecutivo                                                  |
| 2005 | El increíble castillo vagabundo                       |                          | Productor ejecutivo                                                  |
| 2006 | Cars: una aventura sobre ruedas                       |                          | Director / Historia / equipo creativo de pixar                       |
| 2007 | La familia del futuro                                 |                          | Productor ejecutivo                                                  |
| 2007 | Ratatouille                                           |                          | Productor ejecutivo                                                  |
| 2008 | WALL•E                                                |                          | Productor ejecutivo                                                  |
| 2008 | Tinker Bell                                           |                          | Productor ejecutivo                                                  |
| 2008 | Bolt: Un perro fuera de serie                         |                          | Productor ejecutivo                                                  |
| 2009 | Up: una aventura de altura                            |                          | Productor ejecutivo/Equipo creativo de Pixar                         |
| 2009 | Ponyo y el secreto de la sirenita                     |                          | Productor ejecutivo:                                                 |
| 2009 | Tinker Bell y el Tesoro Perdido                       |                          | Productor ejecutivo                                                  |
| 2009 | La Princesa y el Sapo                                 |                          | Productor ejecutivo                                                  |
| 2010 | Toy Story 3                                           |                          | Historia / Productor ejecutivo / Equipo creativo de Pixar            |
| 2010 | Cuentos de Terramar                                   |                          | Productor ejecutivo: US                                              |
| 2010 | Tinker Bell: Hadas al rescate                         |                          | Productor ejecutivo                                                  |
| 2010 | Enredados                                             |                          | Productor ejecutivo                                                  |
| 2011 | Cars 2: una nueva aventura sobre ruedas               | John Lassetire           | Director / Historia / Personajes / Actor de voz                      |
| 2011 | Winnie the Pooh                                       |                          | Productor ejecutivo                                                  |
| 2011 | Los Muppets                                           |                          | Consultor creativo                                                   |
| 2012 | Tinker Bell y el Secreto de las Hadas                 |                          | Productor                                                            |
| 2012 | Valiente                                              |                          | Productor ejecutivo                                                  |
| 2012 | Ralph, el demoledor                                   |                          | Productor ejecutivo                                                  |
| 2013 | Aviones                                               |                          | Productor ejecutivo                                                  |
| 2013 | Monsters University                                   |                          | Productor ejecutivo                                                  |
| 2013 | Frozen: una aventura congelada                        |                          | Productor ejecutivo                                                  |
| 2014 | Tinker Bell: Hadas y Piratas                          |                          | Productor ejecutivo                                                  |
| 2014 | Grandes héroes                                        |                          | Productor ejecutivo                                                  |
| 2014 | Aviones 2: Equipo de Rescate                          |                          | Productor ejecutivo                                                  |
| 2015 | Intensa-Mente                                         |                          | Productor ejecutivo                                                  |
| 2015 | Un gran dinosaurio                                    |                          | Productor ejecutivo                                                  |
| 2016 | Buscando a Dory                                       |                          | Productor ejecutivo                                                  |
| 2016 | Zootopia                                              |                          | Productor ejecutivo                                                  |
| 2016 | Moana: un mar de aventuras                            |                          | Productor ejecutivo                                                  |
| 2017 | Cars 3                                                |                          | Productor ejecutivo                                                  |
| 2017 | Coco                                                  |                          | Productor ejecutivo                                                  |
| 2018 | Los Increíbles 2                                      |                          | Productor ejecutivo / equipo creativo de Pixar (por última vez)      |
| 2018 | Wi-Fi Ralph                                           |                          | Productor ejecutivo                                                  |
| 2019 | Toy Story 4                                           |                          | Historia                                                             |
| 2022 | Luck                                                  |                          | Productor                                                            |

## Premios y distinciones
Premios Óscar
| Año  | Categoría                   | Película       | Resultado |
| ---- | --------------------------- | -------------- | --------- |
| 1987 | Mejor cortometraje animado  | Luxo Jr        | Nominado  |
| 1989 | Mejor cortometraje animado  | Tin Toy        | Ganador   |
| 1996 | Mejor guion original        | Toy Story      | Nominado  |
| 2002 | Mejor película de animación | Monsters, Inc. | Nominado  |
| 2007 | Mejor película de animación | Cars           | Nominado  |
| 2011 | Mejor guion adaptado        | Toy Story 3    | Nominado  |

#### Premios
- Special Achievement Award (Toy Story)

### Annie

#### Premios
- Outstanding Individual Achievement for Directing in an Animated Feature Production (Toy Story 2)
- Outstanding Individual Achievement for Writing in an Animated Feature Production (Toy Story 2)
- Best Individual Achievement: Directing (Toy Story)

#### Nominaciones
- Best Directing in an Animated Feature Production (Cars)
- Outstanding Individual Achievement for Directing in an Animated Feature Production (A Bug's Life)
- Outstanding Individual Achievement for Writing in an Animated Feature Production (A Bug's Life)

### Festival Internacional de Cine de Berlín
- Mejor corto (Luxo Jr)